# Franciszka Leszczyńska
Franciszka Leszczyńska (ur. 1 maja 1914 w Warszawie, zm. 28 sierpnia 1987 tamże) – polska pianistka, kompozytorka, autorka piosenek oraz pedagog.

## Życiorys
Była absolwentką Konserwatorium Muzycznego w Warszawie, studia w klasie fortepianu Józefa Turczyńskiego ukończyła w 1935. Uczyła się także u Piotra Rytla oraz Tadeusza Szeligowskiego. Po studiach pracowała jako pedagog w warszawskich szkołach baletowych, m.in. w Szkole Rytmiki i Tańca Artystycznego Janiny Mieczyńskiej i w Szkole Gimnastyki i Tańca Artystycznego Ireny Prusickiej. W 1944 w Lublinie nawiązała kontakt z radiostacją Pszczółka. W 1945 zamieszkała w Łodzi, gdzie do 1949 kierowała Redakcją Muzyki Lekkiej i Popularnej Polskiego Radia, a następnie zamieszkała w Warszawie. W późniejszych latach współpracowała z wieloma polskimi artystami – jej piosenki śpiewali między innymi: Andrzej Bogucki, Wacław Brzeziński, Mieczysław Fogg, Janina Godlewska, Wiera Gran, Maria Koterbska oraz Marta Mirska.

## Twórczość
Jej debiutem kompozytorskim był balet W ogrodzie oparty na ludowych tematach muzycznych, skomponowany podczas okupacji. Wówczas powstały także jej pierwsze piosenki: A ja chcę mieszkać w Warszawie, Nie wszędzie jest tak ładnie, jak w niebie, I nagle żal, czy też Piosenka o Warszawie. Współpracując z Działem Dziecięco-Młodzieżowym Polskiego Radia skomponowała kilka tysięcy piosenek i ilustracji muzycznych do przedszkolnych i szkolnych audycji radiowych. Jej piosenki były umieszczane w podręcznikach i śpiewnikach, wydanych w Polsce, ZSRR oraz Japonii. 

## Nagrody
Otrzymała następujące nagrody:
- nagrodę Prezesa Rady Ministrów w 1959 za twórczość dziecięcą;
- nagrodę Przewodniczącego Komitetu ds. Radia i Telewizji w 1960 r. za piosenki młodzieżowe;
- nagrodę za piosenkę roku 1961 (Mój pierwszy bal);
- I nagrodę Związku Kompozytorów Polskich w 1969 za Pierwszy rejs.